# La Ovejería
La Ovejería es una localidad argentina ubicada en el Departamento El Carmen de la Provincia de Jujuy. Se desarrolla como una urbanización lineal a lo largo de las rutas provinciales 42 y 43, entre las localidades de Monterrico y Los Lapachos, con un poco más de desarrollo en el cruce con la Ruta Provincial 45. En el censo de 2001 el INDEC censó la localidad como Barrio El Milagro, el cual es parte de La Ovejería. Cuenta con un puesto policial.
Otro barrio de crecimiento es San Santiago, con acceso al agua potable desde 2010.